# Baeoura bistela
Baeoura bistela är en tvåvingeart som beskrevs av Alexander 1966. Baeoura bistela ingår i släktet Baeoura och familjen småharkrankar. Inga underarter finns listade i Catalogue of Life.